# Chris Brunt
Christopher „Chris“ Brunt (* 14. prosince 1984, Belfast, Severní Irsko) je severoirský fotbalový záložník a reprezentant, v současnosti hrající za anglický klub West Bromwich Albion FC. Alternativně nastupuje na kraji obrany.

## Klubová kariéra
- Middlesbrough FC (mládež)
- Middlesbrough FC 2002–2004
- →  Sheffield Wednesday FC (hostování) 2004
- Sheffield Wednesday FC 2004–2007
- West Bromwich Albion FC 2007–

## Reprezentační kariéra
Chris Brunt zaznamenal svůj debut za severoirský národní A-tým 18. 8. 2004 v přátelském utkání v Curychu proti týmu Švýcarska (remíza 0:0). Se svým týmem se mohl v říjnu 2015 radovat po úspěšné kvalifikaci z postupu na EURO 2016 ve Francii (byl to premiérový postup Severního Irska na evropský šampionát).